# Манье, Клод
Клод Манье (фр. Claude Magnier; 20 января 1920, Париж — 22 июня 1983, там же) — французский драматург, сценарист и режиссёр.

## Биография
Клод Манье родился в 1920 году в Париже, в семье переплётчика. С 1937 по 1940 год получил коммерческое образование и первоначально работал в семейном бизнесе, которым позднее стал управлять сам. Вскоре он обнаружил в себе любовь к театру и стал играть первые роли. По финансовым причинам он открыл в конце 1940-х годов обувной магазин, однако в 1952 году вернулся к театральной деятельности и занялся драматургией.
В 1954 году он поставил свою первую пьесу «Месье Мазюр». Комедия имела международный успех, ставилась в Европе, Америке и Австралии, получила Гран-при Ангиенского казино (Concours d 'art dramatique du casino d’Anghien) за драматическое искусство. Самая известная его пьеса — комедия «Оскар, недоразумение в трёх действиях». Она впервые была поставлена в Париже в 1958 году. Одноимённая экранизация в 1967 году с Луи де Фюнесом в главной роли достигла международной популярности.
Комедия «Блэз» (1959) неоднократно ставилась на русском языке различными театрами и до сих пор не сходит со сцены.
Другие пьесы Манье — «Леон, или Правильная формула» (1963), «Джо» («Догони меня, я убийца», 1964), «Где вы были, когда погас свет?» (1968), «Эрминия» (1970) и «Гнездо схваток» (1973).
Умер 22 июня 1983 года в возрасте 63 лет в Париже в результате сердечного приступа.

## Фильмографии
Роль
- 1955: Большие манёвры

Сценарий
- 1960: Проснись, дорогая (также режиссёр)
- 1967: Оскар
- 1968: Где вы были, когда погас свет?
- 1971: Джо
- 1991: Veniks. Половые щётки (фильм выпущен без согласия с правообладателями и в дальнейшем не демонстрировался)

Ремейки
- 1990: Оскар — От дождя к погоде